# Whakamoke paoka
Whakamoke paoka – gatunek pająka z rodziny Malkaridae i podrodziny Tingotinginae. Występuje endemicznie na Nowej Zelandii.

## Taksonomia
Gatunek ten opisany został po raz pierwszy w 2020 roku przez Gustava Hormigę i Nikolaja Scharffa na łamach Invertebrate Systematics w ramach rewizji taksonomicznej nowozelandzkich Malkaridae. Jako miejsce typowe wskazano Kaituna Valley na Półwyspie Banksa. Epitet gatunkowy oznacza w języku maoryskim „szpikulec” i odnosi się do zaostrzonego paracymbium tych pająków.

## Morfologia
Samice osiągają od 4,16 do 5,3 mm, a samce od 3,77 do 4,18 mm długości ciała. Prosoma jest ciemnobrązowa, w widoku bocznym prostokątna, pozbawiona podziału na część głowową i tułowiową. U samic prosoma ma od 1,75 do 1,99 mm długości i od 1,38 do 1,52 mm szerokości, zaś u samców od 1,62 do 1,79 mm długości i od 1,28 do 1,42 m szerokości. Jamka karapaksu wykształcona jest w postaci podłużnej linii u samca osiągającej około ¼, a u samicy prawie 1/5 jego długości. Wszystkie oczy oddalone są od siebie na odległości mniejsze niż ich średnice. Oczy środkowych par rozstawione są na planie czworokąta o przedniej tylnej krawędzi szerszej niż tylna. Wysokość nadustka jest od 3,9 do 4 razy większa od średnicy oczu pary przednio-środkowej. Szczękoczułki mają dwa zęby na krawędzi przedniej, dwa zęby na krawędzi tylnej i niewielką nabrzmiałość w części nasadowej od strony przedniej. Sternum jest tarczowate, owalne. Odnóża pierwszej pary mają uda około 1,1 raza dłuższe od karapaksu. Opistosoma (odwłok) ma ciemnobrązowe, silnie zesklerotyzowane skutum i brązowe dyski ze szczecinkami.
Nogogłaszczki samca mają niewiele dłuższe niż szerokie, pozbawione wyrostków i apofiz cymbium, zwężone ku szczytowi w nitkowaty szpic paracymbium, gruby i najszerszy w połowie długości embolus okrążający połowę tegulum oraz zakrywający połowę długości embolusa wyrostek sierpowaty konduktora. Samica ma epigynum dłuższe niż szerokie, podzielone głębokimi wcięciami na trzy płaty, z których środkowy jest 2,5 raza szerszy od bocznych i przedłużony doogonowo w postaci tak szerokiego jak długiego, trójkątnego kikuta.

## Ekologia i występowanie
Pająk ten zasiedla lasy mieszane oraz lasy liściaste zdominowane przez bukany. Prowadzi skryty tryb życia. Bytuje w ściółce i wśród mchów.
Gatunek ten występuje endemicznie na Wyspie Południowej Nowej Zelandii. Znany jest tylko z regionu Canterbury. Zamieszkuje głównie Półwysep Banksa, ale sięga około 50 km w głąb lądu, aż po Lake Janet i Coopers Creek.